# Gabriele Ferro (motociclista)
Gabriele Ferro (Biella, 17 agosto 1988) è un pilota motociclistico italiano.

## Carriera
Esordisce nel campionato di minimoto con una Grc e vince il titolo degli Assoluti d'Italia dopo cinque anni. Nel 2003 gareggia nel campionato nazionale 125, concludendo 8º nel trofeo monomarca giunge 3º. Nel 2004 disputa le ultime due gare del campionato italiano 125 chiudendo in entrambi i casi sul podio e classificandosi al quinto posto. L'anno successivo viene assunto dalla Fantic Motor per gareggiare nella classe 250 del motomondiale. Nella stagione non riesce ad ottenere punti validi per la classifica iridata, non raggiungendo in varie occasioni neppure la qualificazione. Nel 2006 si classifica 12º nella Classe 125 del campionato italiano conquistando ventisei punti. Nel 2007, in sella ad una Honda è vice-campione italiano classe 125. Nel 2008 è ottavo nel campionato italiano. Nella stessa stagione ha partecipato al Gran Premio d'Italia e a quello di San Marino in qualità di wild card a bordo di una Honda in classe 125 senza però conquistare punti. Nel 2009 è settimo nel campionato italiano 125. Nella stessa stagione partecipa nuovamente al GP di San Marino come wild card a bordo di un'Aprilia, sempre senza ottenere punti. Nel 2010 ha partecipato nuovamente al campionato italiano classe 125, giungendo al 21º posto al termine della stagione.

## Risultati nel motomondiale
| 2005 | Classe | Moto   |    |    |  |    |    |    |    |    |    |    |    |    |    |    |    |    |    |  | Punti | Pos. |
| ---- | ------ | ------ | -- | -- |  | -- | -- | -- | -- | -- | -- | -- | -- | -- | -- | -- | -- | -- | -- |  | ----- | ---- |
| 2005 | 250    | Fantic | NQ | NQ |  | NQ | NQ | 21 | NQ | NE | 19 | NQ | NQ | NQ | NQ | NQ | NQ | NQ | NQ |  | 0     |      |

| 2008 | Classe | Moto  |  |  |  |  |  |    |  |  |  |  |    |  |    |  |  |  |  |  | Punti | Pos. |
| ---- | ------ | ----- |  |  |  |  |  | -- |  |  |  |  | -- |  | -- |  |  |  |  |  | ----- | ---- |
| 2008 | 125    | Honda |  |  |  |  |  | 31 |  |  |  |  | NE |  | 21 |  |  |  |  |  | 0     |      |

| 2009 | Classe | Moto    |  |  |  |  |  |  |  |    |  |  |  |  |    |  |  |  |  |  | Punti | Pos. |
| ---- | ------ | ------- |  |  |  |  |  |  |  | -- |  |  |  |  | -- |  |  |  |  |  | ----- | ---- |
| 2009 | 125    | Aprilia |  |  |  |  |  |  |  | NE |  |  |  |  | 25 |  |  |  |  |  | 0     |      |

| Legenda | 1º posto        | 2º posto            | 3º posto            | A punti      | Senza punti        | Grassetto – Pole position Corsivo – Giro più veloce |
| Legenda | Gara non valida | Non qual./Non part. | Ritirato/Non class. | Squalificato | '-' Dato non disp. | Grassetto – Pole position Corsivo – Giro più veloce |